# Antonín Vranický
Antonín Vranický, germanizado como Anton Wranitzky (Nová Říše, Moravia, 13 de junio de 1761 - Viena, Austria, 6 de agosto de 1820), fue un violinista y compositor austríaco.
Discípulo de Albrechtsberger, Mozart y Haydn, fue maestro de capilla del príncipe Lobkowitz y profesor muy reconocido de violín.
Su hermano Pavel Vranický (1756-1808), también fue un compositor famoso de la época.

## Obras
- 2 Misas
- Un Concierto para violín
- 6 Quintetos
- 15 Quartetos para instrumentos de arco
- Variaciones y sonatas para violín
- Un Método para violín.